# Паханов, Николай Павлович
Николай Павлович Паханов (1908—1943) — старшина Рабоче-крестьянской Красной Армии, участник Великой Отечественной войны, Герой Советского Союза (1944).

## Биография
Николай Паханов родился 21 декабря 1908 года в селе Шептуховка (ныне — Кореневский район Курской области). После окончания начальной школы работал сначала в колхозе, затем в сберегательной кассе. В 1925—1926 и 1930—1940 годах проходил службу в Рабоче-крестьянской Красной Армии, участвовал в боях советско-финской войны. В 1941 году Паханов повторно был призван в армию. С того же года — на фронтах Великой Отечественной войны.
К сентябрю 1943 года старшина Николай Паханов был помощником командира взвода 737-го стрелкового полка 206-й стрелковой дивизии 47-й армии Воронежского фронта. Отличился во время битвы за Днепр. 24 сентября 1943 года Паханов в составе разведгруппы незаметно для противника переправился через Днепр в районе села Пекари Каневского района (ныне — Черкасской области Украины) и принял активное участие в ожесточённых боях с противником, продолжавшихся более суток. Единственными из всей группы оставшись в живых, Паханов и лейтенант Трусов успешно доставили командованию важные сведения о противнике. В ночь с 25 на 26 сентября 1943 года Паханов вновь переправился через Днепр и отражал немецкие контратаки к северо-западу от Пекарей. В критический момент боя он заменил собой выбывшего из строя командира взвода и поднял своих товарищей в атаку. 29 сентября 1943 года Паханов погиб в бою. Похоронен в братской могиле в Пекарях.
Указом Президиума Верховного Совета СССР от 3 июня 1944 года за «мужество, отвагу и героизм, проявленные в борьбе с немецкими захватчиками», старшина Николай Паханов посмертно был удостоен высокого звания Героя Советского Союза. Также посмертно был награждён орденом Ленина.